# Sjemovit
Sjemovit (poljsko Siemowit ali Ziemowit) je bil po pisanju Cronicae et gesta ducum sive principum Polonorum (Kronike in dejanja poljskih vojvod in knezov) Gallusa Anonimusa sin Pjasta Kolarja in njegove žene Rzepihe, * okoli 845, † okoli 900.
Sjemovit se šteje za prvega vladarja iz dinajstije Pjastov.
Po smrti očeta Pjasta Kolarja je zavrnil prevzeti mesto legendarnega vojvode Popiela, ki so ga, po legendi, v stolpu ob jezeru Gopło živega požrle miši in podgane. Za novega vojvodo ga je v poznem 9. stoletju izvolila wiec Zahodnih Poljanov.
Edina omemba Sjemovita, njegovega sina Lesteka in vnuka Sjemomisla je v omenjeni kroniki Gallusa Anonimusa. Sjemomislov pravnuk Mješko I. je bil prvi krščanski vladar Poljske.